# Gyldendal og Politikens Danmarkshistorie
«Датская история Гюллендаль и Политикенс» (дат. «Gyldendal og Politikens Danmarkshistorie») — 16-томное научное издание издательств Gyldendal и Политикенс (дат. Politikens), посвящённое истории Дании от доисторических времен до современной Дании 1990 года.

## Описание
«Gyldendal og Politikens Danmarkshistorie» была задумана в конце 1970-х годов, когда два издательства, Гюллендал и Политикенс, приняли решение объединить свои усилия и выпустить многотомное историческое издание. Издательство Гюллендал до этого уже выпускало различные многотомные справочные издания, а Политикенс имело значительный опыт в издании книг по истории Дании.
Издание представляет из себя сборник статей и охватывает историю Дании от доисторической Фенноскандии времён последнего межледниковья 100 000 лет назад и зарождения Датского государства в XII веке до 1990 года. «Gyldendal og Politikens Danmarkshistorie» состоит из 15 томов по различным историческим периодам расположенных в хронологическом порядке, а заключительный 16-й том (17-й в новом издании) включает только различные статистические данные, их анализ, а также исчерпывающий алфавитный указатель. 
Над изданием работали ряд выдающихся историков из Дании, Норвегии, Швеции, Германии, Великобритании и США. Для каждого тома был выбран отдельный редактор, чья научная квалификация соответствует исследованному в означенном томе периоду. Главный редактор — археолог и историк Олаф Олсен, который был директором Национального музея Дании и Датского Национального археологического совета в 1981-1995.
В издании нет единого взгляда на историю Дании — для каждого автора была предоставлена своего рода автономия в освещении того или иного исторического вопроса. В «Gyldendal og Politikens Danmarkshistorie» рассмотрено большое число различных точек зрения на многообразную и неоднозначную историю Дании, основанных на различных методологиях исследования.
Отдельные тома работы «Gyldendal og Politikens Danmarkshistorie» были рассмотрены рядом выдающихся историков, Микаэля Венге (дат. Mikael Venge), Штеффена Хейберга (дат. Steffen Heiberg) и Хенрика Беккер-Кристенсена (дат. Henrik Becker-Christensen), в датском журнале исторических исследований «Historisk Tidsskrift» (старейший в мире национальный исторический журнал, который был основан в 1840 году Кристианом Мольбеком). 

## Издания
Издания в бумажном виде:
- 1988—1991 — первое издание. В бумажном виде (16 томов); главный редактор — Олаф Олсен.
- 2002—2005 — второе издание. В бумажном виде (17 томов); главный редактор — Олаф Олсен.

По причине общего спада продаж книг издательства в начале 2000-х годов оказались в сложном финансовом положении и после выпуска 17 томов второго издания было объявлено, что новых бумажных изданий больше не планируется. На предложение Фонда Фредерика Гада передать статьи из «Gyldendal og Politikens Danmarkshistorie» в общественное пользование, издательство Гюллендал ответило положительно. После чего тексты были оцифрованы и переданы в проект lex.dk, находящийся под совместным управлением Фонда Фредерика Гада, издательства Гюллендал, Датского Университета, Общества датского языка и литературы и других общественных, государственных и коммерческих организаций. С 2012 года «Gyldendal og Politikens Danmarkshistorie» стала общедоступным электронным изданием под названием «Danmarkshistorie», сохранив разбивку по 17 томах 2-го издания.
- 2012 — оцифрованное второе издание. В электронном виде (17 томов); главный редактор — Якоб Хальд Педерсен.

## Список томов 1-го издания
1. I begyndelsen. Til år 200 fvt. (датск.) / Jørgen Jensen. — 1. udg. — København: Gyldendals Bogklub. Politikens Forlag, 1988. — Vol. 1. — 391 p. — (Gyldendal og Politikens Danmarkshistorie). — ISBN 978-8789068008.
2. Danernes land. 200 fvt. til 700. (датск.) / Lotte Hedeager. — 1. udg. — København: Gyldendals Bogklub. Politikens Forlag, 1988. — Vol. 2. — 374 p. — (Gyldendal og Politikens Danmarkshistorie). — ISBN 978-8789068008.
3. Da Danmark blev Danmark. 700-1050. (датск.) / Peter Sawyer. — 1. udg. — København: Gyldendals Bogklub. Politikens Forlag, 1988. — Vol. 3. — 376 p. — (Gyldendal og Politikens Danmarkshistorie). — ISBN 978-8789068008.
4. Kirker rejses alle vegne. 1050-1250. (датск.) / Ole Fenger. — 1. udg. — København: Gyldendals Bogklub. Politikens Forlag, 1988. — Vol. 4. — 392 p. — (Gyldendal og Politikens Danmarkshistorie). — ISBN 978-8789068008.
5. Velstands krise og tusind baghold. 1250-1400. (датск.) / Kai Hørby. — 1. udg. — København: Gyldendals Bogklub. Politikens Forlag, 1989. — Vol. 5. — 349 p. — (Gyldendal og Politikens Danmarkshistorie). — ISBN 978-8789068008.
6. De fire stænder. 1400-1500. (датск.) / Troels Dahlerup. — 1. udg. — København: Gyldendals Bogklub. Politikens Forlag, 1989. — Vol. 6. — 363 p. — (Gyldendal og Politikens Danmarkshistorie). — ISBN 978-8789068008.
7. På guds og herskabs nåde. 1500-1600. (датск.) / Alex Wittendorff. — 1. udg. — København: Gyldendals Bogklub. Politikens Forlag, 1989. — Vol. 7. — 398 p. — (Gyldendal og Politikens Danmarkshistorie). — ISBN 978-8789068008.
8. Ved afgrundens rand. 1600-1700. (датск.) / Benito Scocozza. — 1. udg. — København: Gyldendals Bogklub. Politikens Forlag, 1990. — Vol. 8. — 373 p. — (Gyldendal og Politikens Danmarkshistorie). — ISBN 978-8789068008.
9. Den lange fred. 1700-1800. (датск.) / Ole Feldbæk. — 1. udg. — København: Gyldendals Bogklub. Politikens Forlag, 1990. — Vol. 9. — 383 p. — (Gyldendal og Politikens Danmarkshistorie). — ISBN 978-8789068008.
10. Fra reaktion til grundlov. 1800-1850. (датск.) / Claus Bjørn. — 1. udg. — København: Gyldendals Bogklub. Politikens Forlag, 1990. — Vol. 10. — 383 p. — (Gyldendal og Politikens Danmarkshistorie). — ISBN 978-8789068008.
11. Det folkelige gennembrud og dets mænd. 1850-1900. (датск.) / Kristian Hvidt. — 1. udg. — København: Gyldendals Bogklub. Politikens Forlag, 1991. — Vol. 11. — (Gyldendal og Politikens Danmarkshistorie). — ISBN 978-8789068008.
12. Klassesamfundet organiseres. 1900-1925. (датск.) / Niels Finn Christiansen. — 1. udg. — København: Gyldendals Bogklub. Politikens Forlag, 1991. — Vol. 12. — (Gyldendal og Politikens Danmarkshistorie). — ISBN 978-8789068008.
13. Krise og krig. 1925-1950. (датск.) / Tage Kaarsted. — 1. udg. — København: Gyldendals Bogklub. Politikens Forlag, 1991. — Vol. 13. — (Gyldendal og Politikens Danmarkshistorie). — ISBN 978-8789068008.
14. Landet blev by. 1950-1970. (датск.) / Henrik S. Nissen. — 1. udg. — København: Gyldendals Bogklub. Politikens Forlag, 1991. — Vol. 14. — (Gyldendal og Politikens Danmarkshistorie). — ISBN 978-8789068008.
15. Danmark og verden. 1970-1990. (датск.) / Ole Karup Pedersen. — 1. udg. — København: Gyldendals Bogklub. Politikens Forlag, 1991. — Vol. 15. — (Gyldendal og Politikens Danmarkshistorie). — ISBN 978-8789068008.
16. Danmark i tal. Register. (датск.) / Hans Christian Johanse. — 1. udg. — København: Gyldendals Bogklub. Politikens Forlag, 1991. — Vol. 16. — (Gyldendal og Politikens Danmarkshistorie). — ISBN 978-8789068008.